# Edoardo Stochino
Edoardo Stochino (Chiavari, 5 de noviembre de 1987) es un deportista italiano que compitió en natación, en la modalidad de aguas abiertas. Ganó dos medallas de bronce en el Campeonato Europeo de Natación, en los años 2014 y 2016.

## Palmarés internacional
| Campeonato Europeo | Campeonato Europeo   | Campeonato Europeo | Campeonato Europeo |
| Año                | Lugar                | Medalla            | Prueba             |
| ------------------ | -------------------- | ------------------ | ------------------ |
| 2014               | Berlín (Alemania)    | Medalla de bronce  | 25 km              |
| 2016               | Hoorn (Países Bajos) | Medalla de bronce  | 25 km              |